# Boneh Khvoy
Boneh Khvoy (persiska: بُنِه خوُی, بنه خوی) är en ort i Iran.   Den ligger i provinsen Kurdistan, i den nordvästra delen av landet, 500 km väster om huvudstaden Teheran. Boneh Khvoy ligger 1 695 meter över havet och antalet invånare är 308.
Terrängen runt Boneh Khvoy är lite bergig. Runt Boneh Khvoy är det ganska tätbefolkat, med 93 invånare per kvadratkilometer. Närmaste större samhälle är Bāneh, 8,4 km väster om Boneh Khvoy. Trakten runt Boneh Khvoy består i huvudsak av gräsmarker.